# پوپگرگوتسی
پوپگرگوتسی (به بلغاری: Popgergevtsi) یک منطقهٔ مسکونی در بلغارستان است که در تریاونا واقع شده‌است.